# Messidor

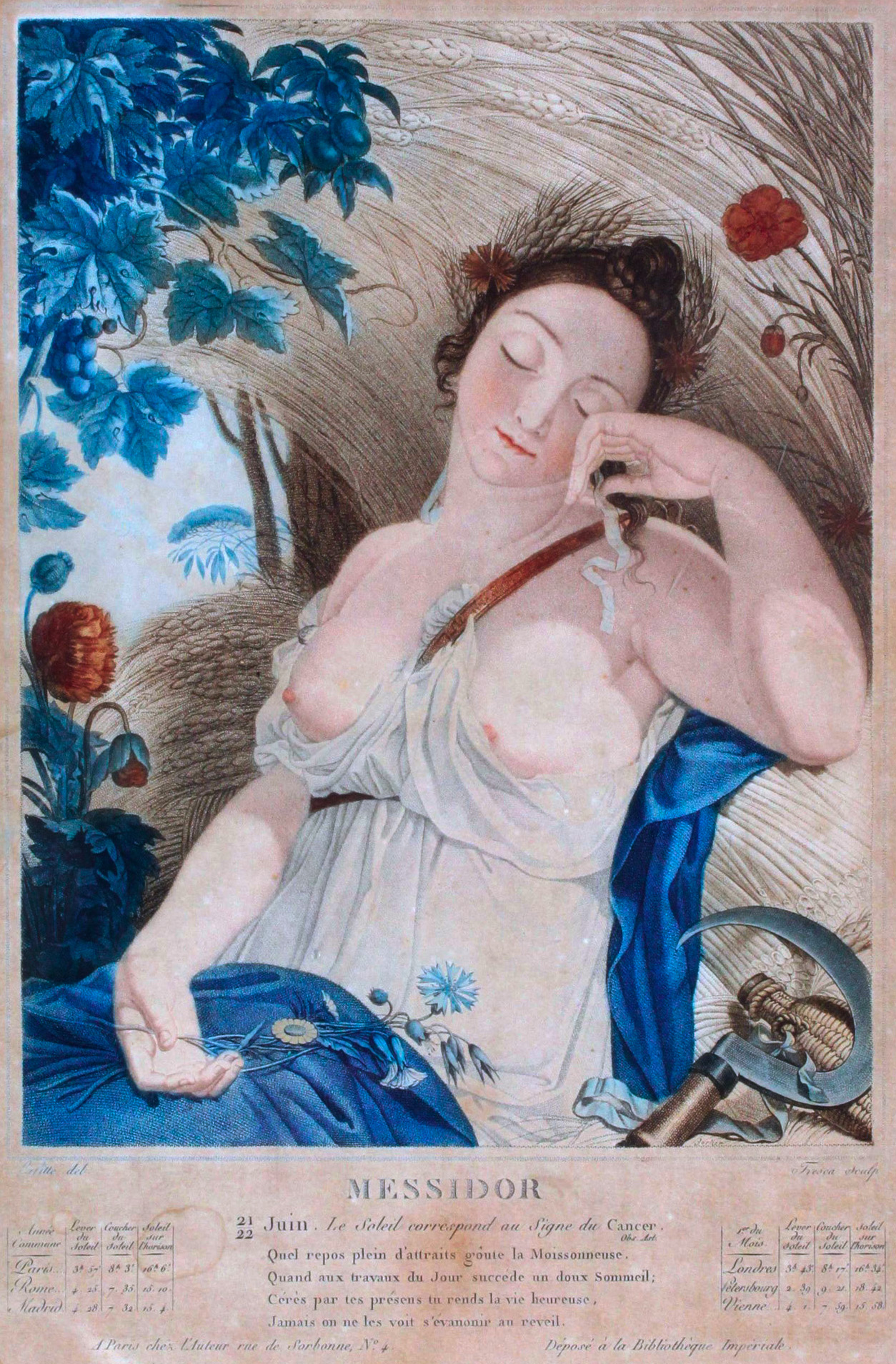
Allegorie des Messidor

Der Messidor (deutsch auch Erntemonat) ist der zehnte Monat des republikanischen Kalenders der Französischen Revolution. Er folgt auf den Prairial, ihm folgt der Thermidor.
Der Name ist vom lateinischen messis ,Ernte‘ (daher gleichbedeutendes französisch moisson) und vom griechischen δῶρον (dõron) ,Geschenk‘  abgeleitet. Der Messidor ist der erste Monat des Sommerquartals (mois d’été) und damit der zehnte Monat des französischen Revolutionsjahrs. Er beginnt etwa am 19. Juni und endet etwa am 18. Juli.

## Tagesnamen
Wie alle Monate des Französischen Revolutionskalenders hatte der Messidor 30 Tage, die in drei Dekaden eingeteilt wurden. Die Tage waren nach landwirtschaftlichen Pflanzen benannt, mit Ausnahme des 5. und 10. Tages jeder Dekade. Der 5. Tag (Quintidi) wurde nach einem Haustier benannt, der 10. Tag (Decadi) nach einem landwirtschaftlichen Gerät.
Die Idee von Fabre d’Églantine, den vier klassischen europäischen Getreidearten – Weizen, Roggen, Gerste und Hafer – einen Tag im Messidor zu widmen, wurde nicht angenommen. Die Gerste wurde in den Vendémiaire verschoben. D’Églantine wollte außerdem neben das Maultier einen legendären Pferd/Kuh-Mischling „Jumart“ stellen. Diese Idee wurde ebenfalls nicht akzeptiert.
| Tagesnamen für den Messidor | Tagesnamen für den Messidor | Tagesnamen für den Messidor | Tagesnamen für den Messidor | Tagesnamen für den Messidor      | Tagesnamen für den Messidor | Tagesnamen für den Messidor |
| | 1re Décade                  | 1re Décade                  | 2e Décade                   | 2e Décade                        | 3e Décade                   | 3e Décade                   |
| --- | --------------------------- | --------------------------- | --------------------------- | -------------------------------- | --------------------------- | --------------------------- |
| Primidi | 1.                          | Seigle (Roggen)             | 11.                         | Coriandre (Koriander)            | 21.                         | Menthe (Minze)              |
| Duodi | 2.                          | Avoine (Hafer)              | 12.                         | Artichaut (Artischocke)          | 22.                         | Cumin (Kreuzkümmel)         |
| Tridi | 3.                          | Oignon (Zwiebel)            | 13.                         | Giroflée Girofle (Gewürznelke)   | 23.                         | Haricots (Bohnen)           |
| Quartidi | 4.                          | Véronique (Ehrenpreis)      | 14.                         | Lavande (Lavendel)               | 24.                         | Orcanète (Schminkwurz)      |
| Quintidi | 5.                          | Mulet (Maultier)            | 15.                         | Chamois (Gemse) Jumart           | 25.                         | Pintade (Perlhuhn)          |
| Sextidi | 6.                          | Romarin (Rosmarin)          | 16.                         | Tabac (Tabak)                    | 26.                         | Sauge (Salbei)              |
| Septidi | 7.                          | Concombre (Gurke)           | 17.                         | Groseille (Johannisbeere)        | 27.                         | Aïl (Knoblauch)             |
| Octidi | 8.                          | Échalottes (Schalotten)     | 18.                         | Cesse (Platterbse) Orge (Gerste) | 28.                         | Vesce (Wicke)               |
| Nonidi | 9.                          | Absynthe Absinthe (Wermut)  | 19.                         | Cerise (Kirsche)                 | 29.                         | Blé (Weizen)                |
| Décadi | 10.                         | Faucille (Sichel)           | 20.                         | Parc (Pferch)                    | 30.                         | Chalémie (Schalmei)         |
| moderne französische Namen erscheinen kursiv – Vorschläge von Fabre d’Églantine, die nicht akzeptiert wurden, erscheinen in Kleinschrift |                             |                             |                             |                                  |                             |                             |

## Umrechnungstafel
| I. | II. | III. | IV. | V. | VI. | VII. |

| Juni | 1793 | 1794 | 1795 | 1796 | 1797 | 1798 | 1799 | Juli |

| I. | II. | III. | IV. | V. | VI. | VII. |

| Juni | 1793 | 1794 | 1795 | 1796 | 1797 | 1798 | 1799 | Juli |

| VIII. | IX. | X. | XI. | XII. | XIII. |

| Juni | 1800 | 1801 | 1802 | 1803 | 1804 | 1805 | Juli |

| VIII. | IX. | X. | XI. | XII. | XIII. |

| Juni | 1800 | 1801 | 1802 | 1803 | 1804 | 1805 | Juli |

## Umrechnungsbeispiel
Zu ermitteln ist der 26. Messidor IX.
Das Jahr IX steht in der unteren Tabelle, darunter das gregorianische Jahr 1801. Unter dem 26. (obere Tageszeile) steht der 15. Da dieser nach dem Monatsübergang (30.→1.) liegt, ist der Juli gemeint.
Das gregorianische Datum ist also der 15. Juli 1801.
Siehe auch: Umrechnungstafel zwischen gregorianischem und republikanischem Kalender